# Winnipeg-Centre
Circonscription électorale fédérale du Canada
Winnipeg-Centre est une circonscription électorale fédérale canadienne dans la province du Manitoba. Elle comprend le centre-ville de Winnipeg et les districts au nord-ouest de ce dernier.
Les circonscriptions limitrophes sont Selkirk—Interlake, Winnipeg-Nord, Saint-Boniface, Winnipeg-Centre-Sud et Charleswood—St. James—Assiniboia.

## Historique
La circonscription de Winnipeg-Centre a été créée en 1914 avec des parties de Winnipeg et de Selkirk. Abolie en 1924, elle fut divisée parmi Winnipeg-Nord-Centre et Winnipeg-Sud-Centre. 
La circonscription de Winnipeg-Centre réapparut en 1997 avec des parties des deux circonscriptions précédentes.
1917 - 1925
| Législature                                                    | Années    | Député | Député                 | Parti                    |
| -------------------------------------------------------------- | --------- | ------ | ---------------------- | ------------------------ |
| Winnipeg-Centre issue de Winnipeg et Selkirk                   |           |        |                        |                          |
| 13e                                                            | 1917–1921 |        | George William Andrews | Unioniste                |
| 14e                                                            | 1921–1925 |        | J. S. Woodsworth       | Travailliste indépendant |
| Redistribuée parmi Winnipeg-Nord-Centre et Winnipeg-Centre-Sud |           |        |                        |                          |

1997 - .......
| Législature                                                                               | Années        | Député | Député                  | Parti         |
| ----------------------------------------------------------------------------------------- | ------------- | ------ | ----------------------- | ------------- |
| Recréée de Winnipeg-Nord-Centre, Winnipeg—St. James, Winnipeg-Nord et Winnipeg-Centre-Sud |               |        |                         |               |
| 36e                                                                                       | 1997–2000     |        | Pat Martin              | Néo-démocrate |
| 37e                                                                                       | 2000–2003     |        | Pat Martin              | Néo-démocrate |
| 38e                                                                                       | 2004–2006     |        | Pat Martin              | Néo-démocrate |
| 39e                                                                                       | 1993–1997     |        | Pat Martin              | Néo-démocrate |
| 40e                                                                                       | 2008–2011     |        | Pat Martin              | Néo-démocrate |
| 41e                                                                                       | 2011–2013     |        | Pat Martin              | Néo-démocrate |
| 42e                                                                                       | 2015–2019     |        | Robert-Falcon Ouellette | Libéral       |
| 43e                                                                                       | 2019–2021     |        | Leah Gazan              | Néo-démocrate |
| 44e                                                                                       | 2021–2025     |        | Leah Gazan              | Néo-démocrate |
| 45e                                                                                       | 2025–en cours |        | Leah Gazan              | Néo-démocrate |

## Résultats électoraux
|       | Candidat                | Parti             | # de voix | % des voix |
|       | Allie Szarkiewicz       | Conservateur      | +04 189,  | 12,36 %    |
|       | Robert-Falcon Ouellette | Libéral           | +18 471,  | 54,51 %    |
|       | (X) Pat Martin          | NPD               | +09 490,  | 28,01 %    |
|       | Don Woodstock           | Vert              | +01 379,  | 4,07 %     |
|       | Darrell Rankin          | Communiste        | +00135,   | 0,4 %      |
|       | Scott Miller            | Héritage chrétien | +00221,   | 0,65 %     |
| Total | Total                   | Total             | 33 885    | 100 %      |

|       | Candidat           | Parti        | # de voix | % des voix |
|       | Bev Pitura         | Conservateur | +07 173,  | 27,64 %    |
|       | Allan Wise         | Libéral      | +02 872,  | 11,07 %    |
|       | (X) Pat Martin     | NPD          | +13 928,  | 53,66 %    |
|       | Jacqueline Romanow | Vert         | +01 830,  | 7,05 %     |
|       | Darrell Rankin     | Communiste   | +00152,   | 0,59 %     |
| Total | Total              | Total        | 25 955    | 100 %      |

|       | Candidat        | Parti         | # de voix | % des voix |
|       | Kenny Daodu     | Conservateur  | +05 437,  | 21,63 %    |
|       | Dan Hurley      | Libéral       | +03 922,  | 15,6 %     |
|       | (X) Pat Martin  | NPD           | +12 285,  | 48,88 %    |
|       | Jessie Klassen  | Vert          | +02 798,  | 11,13 %    |
|       | Darrell Rankin  | Communiste    | +00119,   | 0,47 %     |
|       | Lyle Morrisseau | First Peoples | +00212,   | 0,84 %     |
|       | Joe Chan        | Indépendant   | +00226,   | 0,9 %      |
|       | Ed Ackerman     | Indépendant   | +00135,   | 0,54 %     |
| Total | Total           | Total         | 25 134    | 100 %      |